# Tsogt-Ovoo, Ömnögovi
Tsogt-Ovoo (tiếng Mông Cổ: Цогт-Овоо) là một sum của tỉnh Ömnögovi ở miền nam Mông Cổ. Vào năm 2009, dân số của sum là 1.666 người.

## Địa lý
Sum có diện tích khoảng 6.526 km2. Trung tâm sum, Doloon, nằm cách tỉnh lỵ Dalanzadgad 126 km và thủ đô Ulaanbaatar 427 km.

### Khí hậu
Tsogt-Ovoo có khí hậu sa mạc lạnh (phân loại khí hậu Köppen BWk) với mùa hè rất ấm và mùa đông rất lạnh. Hầu hết lượng mưa rơi vào mùa hè. Mùa đông rất khô.
| Dữ liệu khí hậu của Tsogt-Ovoo           | Dữ liệu khí hậu của Tsogt-Ovoo | Dữ liệu khí hậu của Tsogt-Ovoo | Dữ liệu khí hậu của Tsogt-Ovoo | Dữ liệu khí hậu của Tsogt-Ovoo | Dữ liệu khí hậu của Tsogt-Ovoo | Dữ liệu khí hậu của Tsogt-Ovoo | Dữ liệu khí hậu của Tsogt-Ovoo | Dữ liệu khí hậu của Tsogt-Ovoo | Dữ liệu khí hậu của Tsogt-Ovoo | Dữ liệu khí hậu của Tsogt-Ovoo | Dữ liệu khí hậu của Tsogt-Ovoo | Dữ liệu khí hậu của Tsogt-Ovoo | Dữ liệu khí hậu của Tsogt-Ovoo |
| Tháng                                    | 1                              | 2                              | 3                              | 4                              | 5                              | 6                              | 7                              | 8                              | 9                              | 10                             | 11                             | 12                             | Năm                            |
| ---------------------------------------- | ------------------------------ | ------------------------------ | ------------------------------ | ------------------------------ | ------------------------------ | ------------------------------ | ------------------------------ | ------------------------------ | ------------------------------ | ------------------------------ | ------------------------------ | ------------------------------ | ------------------------------ |
| Cao kỉ lục °C (°F)                       | 6.9 (44.4)                     | 13.4 (56.1)                    | 19.8 (67.6)                    | 28.4 (83.1)                    | 34.0 (93.2)                    | 35.8 (96.4)                    | 38.6 (101.5)                   | 39.5 (103.1)                   | 31.8 (89.2)                    | 25.4 (77.7)                    | 17.1 (62.8)                    | 7.6 (45.7)                     | 39.5 (103.1)                   |
| Trung bình ngày tối đa °C (°F)           | −9.2 (15.4)                    | −4.7 (23.5)                    | 4.5 (40.1)                     | 13.3 (55.9)                    | 21.6 (70.9)                    | 26.5 (79.7)                    | 28.2 (82.8)                    | 26.4 (79.5)                    | 20.1 (68.2)                    | 11.8 (53.2)                    | 0.3 (32.5)                     | −7.5 (18.5)                    | 10.9 (51.7)                    |
| Trung bình ngày °C (°F)                  | −16.1 (3.0)                    | −12.8 (9.0)                    | −4.0 (24.8)                    | 5.4 (41.7)                     | 13.9 (57.0)                    | 19.4 (66.9)                    | 21.4 (70.5)                    | 19.7 (67.5)                    | 12.9 (55.2)                    | 4.0 (39.2)                     | −6.6 (20.1)                    | −14.4 (6.1)                    | 3.6 (38.4)                     |
| Tối thiểu trung bình ngày °C (°F)        | −21.9 (−7.4)                   | −19.2 (−2.6)                   | −11.0 (12.2)                   | −1.7 (28.9)                    | 6.3 (43.3)                     | 12.3 (54.1)                    | 15.2 (59.4)                    | 13.6 (56.5)                    | 6.4 (43.5)                     | −2.2 (28.0)                    | −12.4 (9.7)                    | −19.5 (−3.1)                   | −2.8 (26.9)                    |
| Thấp kỉ lục °C (°F)                      | −37 (−35)                      | −35.5 (−31.9)                  | −28.7 (−19.7)                  | −17.7 (0.1)                    | −7.1 (19.2)                    | 0.1 (32.2)                     | 5.0 (41.0)                     | −0.2 (31.6)                    | −8.6 (16.5)                    | −16.7 (1.9)                    | −28.3 (−18.9)                  | −34.8 (−30.6)                  | −37 (−35)                      |
| Lượng Giáng thủy trung bình mm (inches)  | 0.7 (0.03)                     | 1.4 (0.06)                     | 1.4 (0.06)                     | 4.5 (0.18)                     | 7.2 (0.28)                     | 13.2 (0.52)                    | 27.9 (1.10)                    | 23.3 (0.92)                    | 12.6 (0.50)                    | 3.5 (0.14)                     | 2.4 (0.09)                     | 0.9 (0.04)                     | 99 (3.92)                      |
| Số ngày giáng thủy trung bình (≥ 1.0 mm) | 0.1                            | 0.6                            | 0.4                            | 1.3                            | 1.5                            | 2.7                            | 4.7                            | 4.1                            | 1.9                            | 0.8                            | 0.5                            | 0.4                            | 19                             |
| Nguồn: NOAA (1962-1990)                  |                                |                                |                                |                                |                                |                                |                                |                                |                                |                                |                                |                                |                                |

## Kinh tế
Sum có một trường học, bệnh viện, khu dịch vụ và cơ sở du lịch.